# My Heart Is Calling
"My Heart Is Calling" (Mi Corazón está Llamando) es una canción R&B interpretada por la cantante estadounidense Whitney Houston, escrita y producida por Babyface, e incluida en el año 1997 en álbum de la cantante The Preacher's Wife.

## Formatos
- Estados Unidos CD-single

1. "My Heart Is Calling" – 4:15
2. "I Go to the Rock" – 4:05

## Listas musicales
| País           | Lista musical                   | Peak |
| -------------- | ------------------------------- | ---- |
| Estados Unidos | Billboard Hot 100               | 77   |
| Estados Unidos | Billboard Hot Hip-Hop/R&B Songs | 35   |